# Gyro monorail

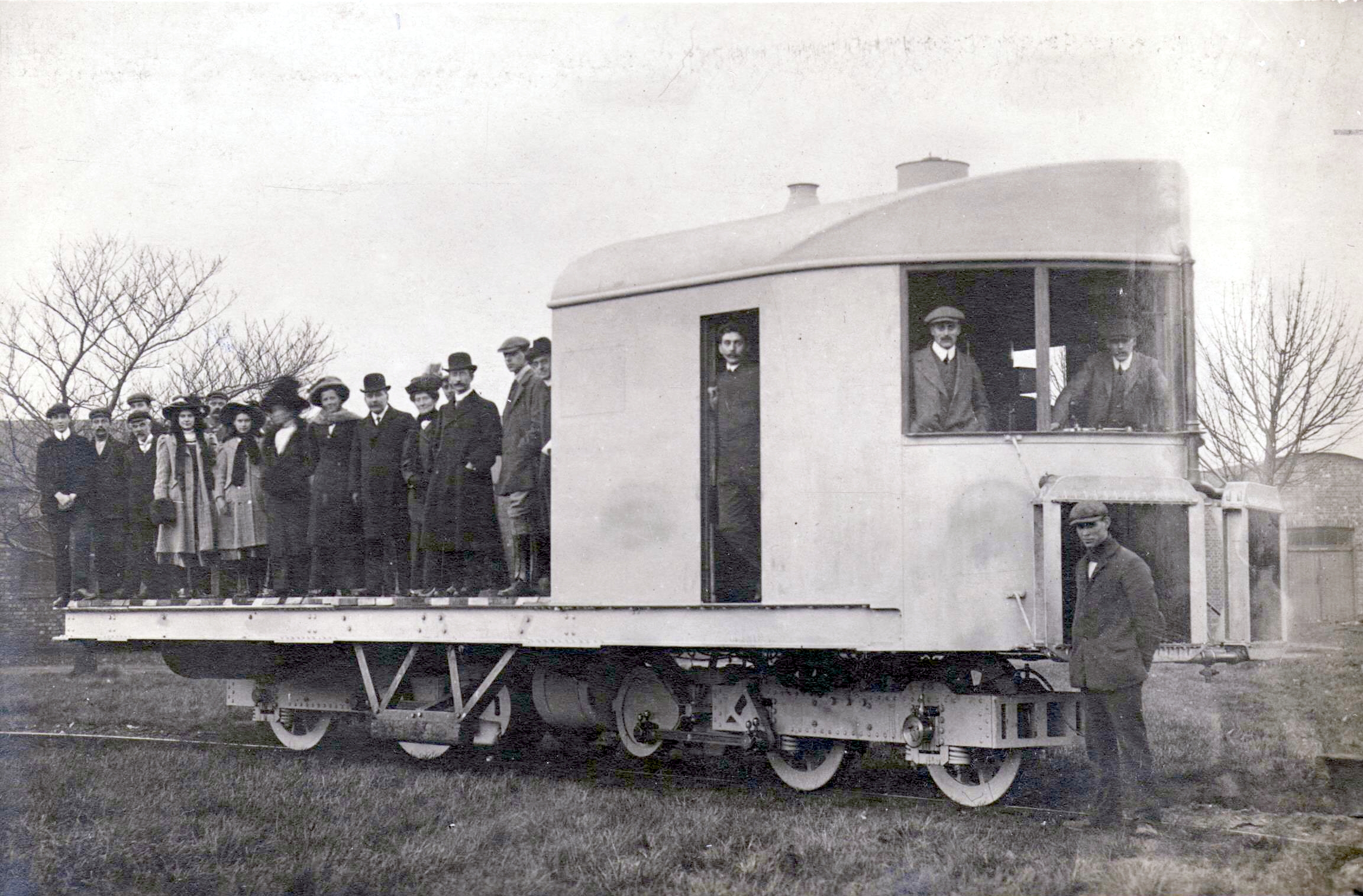
Brennans gyro monorail.

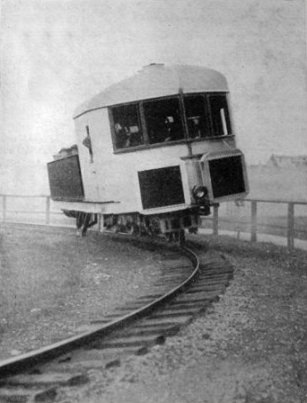
Monorail i en kurva.

Gyro monorail är ett rälsbundet fordon som med hjälp av ett gyro kunde balansera på en enda skena istället för på två skenor. 
Gyro monorail utvecklades av Louis Brennan och dess princip patenterades år 1903. Fordonet var 12 meter långt och vägde 22 ton och kunde frakta 10 ton. Hastigheten var omkring 35 km/h. Fordonet hölls upprätt med hjälp av två vertikala gyroskop monterade sida vid sida och som snurrade i motsatta riktningar med 3000 varv per minut. Konstruktionen möjliggjorde skarpare kurvor än för konventionella tåg. Utvecklingen av gyro monorail kom aldrig längre än till prototypstadiet.